# Josies

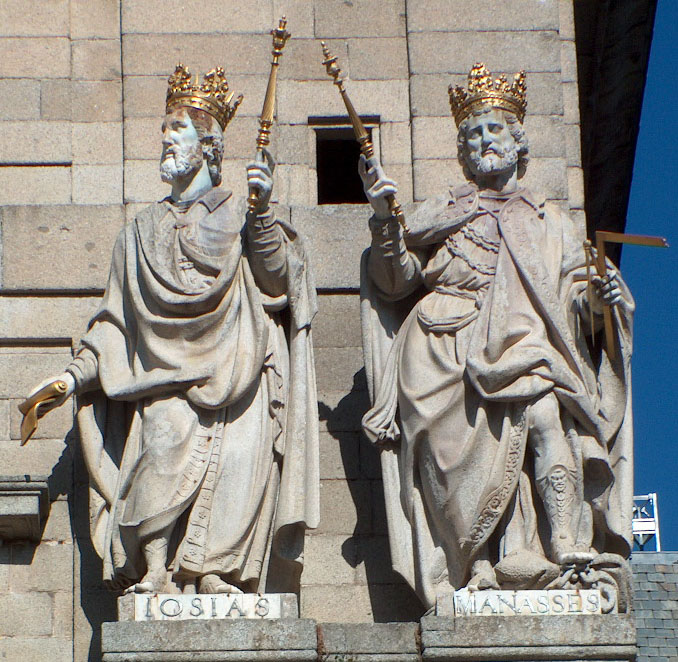
Josies i Manassès en una escultura de Juan Bautista Monegro a El Escorial

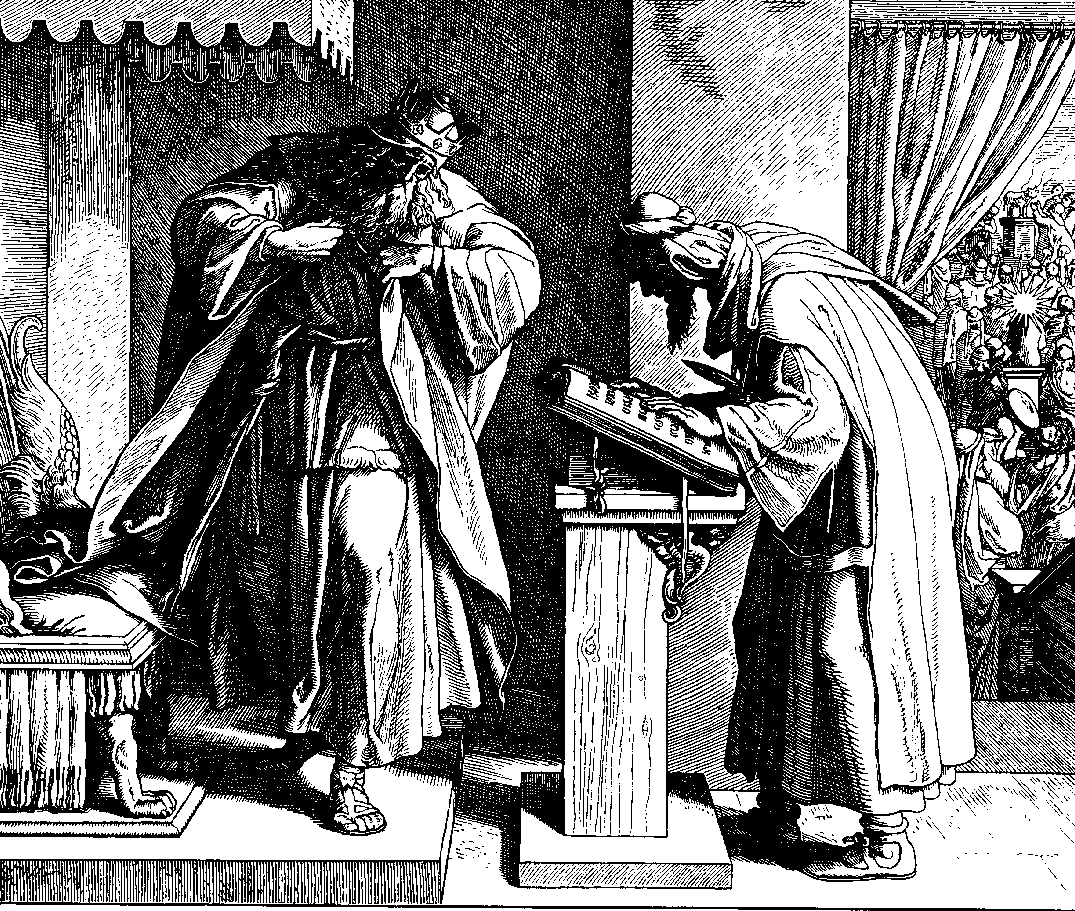
El rei Josies per Julius Schnoor von Carolsfeld.

Josies (en hebreu יאשיהו בן-אמון Yôšiyyāhû ben Amon), segons la Bíblia, va ser el setzè rei de Judà. Va regnar 31 anys entre 641-609 a.n.e. segons la cronologia tradicional, o entre 659-628 a.n.e. segons la cronologia bíblica. Fill d'Amon, rei de Judà, i de Jedidà, filla d'Adaià. Va tenir al menys dues esposes: Hamutal i Zebudà. Dels seus quatre fills esmentats en la Bíblia, únicament el primogènit, Johanan, no va regnar Judà.

## Context familiar i religiós
Després de l'assassinat del seu pare i l'execució dels conspiradors, Josies va ocupar el tron de Judà a l'edat de vuit anys. Uns sis anys després, Zebudà va donar a llum Joiaquim, el segon fill de Josies. En el vuitè any del seu regnat, Josies es va interessar en adorar Jehovà. Va ser en aquest temps quan va néixer Joahaz, el fill de Josies i de Hamutal.

## Primera campanya contra la idolatria
En el dotzè any del seu regnat, Josies va començar una campanya contra la idolatria, que va haver d'estendre fins a l'any divuitè de la seva governació. Es van enderrocar els altars pagans i es van destruir les imatges esculpides i les estàtues foses. Josies va portar aquesta campanya fins a la part septentrional del que en un temps havia estat el territori del regne de deu tribus d'Israel, però que més tard havia quedat desolat a causa de la conquesta assíria i el consegüent exili. És evident que les denunciacions de la idolatria que van fer Sofonies i Jeremies van tenir efecte.

## Troballa del llibre de la Llei
Una vegada que el rei Josies va netejar la terra de Judà i en el transcurs de la reparació del temple de Jehovà a Jerusalem, el gran sacerdot Hilquià va trobar el "llibre de la Llei de Jehovà", que hauria estat l'original escrit per Moisès. Xafan, el secretari a qui Hilquià havia confiat aquesta sensacional troballa, va informar Josies del progrés de l'obra de reparació del temple i després li va llegir el llibre. Després d'això, Josies va esquinçar el seu vestit i immediatament va comissionar una delegació de cinc homes per esbrinar què pensava Jehovà del seu regnat. La delegació va anar a la profetessa Huldà, que llavors habitava a Jerusalem, i va tornar amb el següent informe: 'Vindrà calamitat com a conseqüència de la desobediència de la Llei de Jehovà. Però com que tu, rei Josies, t'has humiliat, seràs recollit al teu cementiri en pau i no veuràs calamitat'.

## Segona campanya contra la idolatria
Posteriorment, Josies va reunir tot el poble de Judà i Jerusalem, els ancians, els sacerdots i els profetes, i els va llegir la llei de Jehovà que s'havia trobat al temple, després de la qual cosa van celebrar un pacte de fidelitat a Jehovà. Més tard, es va dur a terme una segona campanya contra la idolatria, que va haver de ser encara més intensa que la primera.
En el transcurs de l'any divuitè del seu regnat, Josies va fer els preparatius per celebrar la Pasqua el 14 de Nissan. No s'havia celebrat una Pasqua com aquesta des dels dies del profeta Samuel. Josies mateix va contribuir-hi 30.000 ofrenes de bestiar menut i 3.000 ofrenes de bestiar gros. Uns quatre anys després, Josies i la seva dona Hamutal van arribar a ser pares de Matanià, també conegut com a Sedecies.

## Enfrontament amb Necó II i mort
Cap a la fi del regnat de trenta-un anys de Josies, el faraó Necó II va conduir els seus exèrcits cap al nord per ajudar els assiris, sense intenció de fer mal a Judà. Per una raó que no es revela en la Bíblia, el rei Josies "no va escoltar les paraules de Necó II" i va intentar fer que retrocedissin les forces egípcies que es trobaven en Meguidó, però va ser ferit mortalment en l'intent. Se'l van emportar a Jerusalem en un carro de guerra i va morir durant el camí o en arribar a la ciutat. La seva mort va causar molt pesar entre els seus súbdits. La Bíblia diu que "tot Judà i Jerusalem van estar de dol per Josies. I Jeremies es va posar a salmodiar per Josies; i tots els cantors i les cantores continuen parlant de Josies fins avui." El seu fill Joahaz va ser el següent rei.